# Батиров, Адам Алавдинович
Ада́м Алавди́нович Бати́ров (род. 13 января 1985, Хасавюрт, Дагестанская АССР) — российский и бахрейнский борец вольного стиля, мастер спорта международного класса (2004). Чемпион Азии, призёр чемпионатов мира и Европы, 2-кратный чемпион России (2007 — до 60 кг; 2011 — до 66 кг).

## Биография
Родился 13 января 1985 года в Хасавюрте. По национальности аварец. Младший брат двукратного олимпийского чемпиона Мавлета Батирова.
Вольной борьбой начал заниматься в 1997 году. В 2004 и 2009 годах становился серебряным призёром чемпионата Европы.  Обладатель Кубка мира в Москве 2010 год. На чемпионате Европы 2011 года завоевал бронзовую медаль.
С 2016 года выступает за Бахрейн. В 2016 году стал чемпионом Азии, но на Олимпийских играх в Рио-де-Жанейро был лишь 14-м. В 2017 году стал чемпионом Азиатских игр по боевым искусствам и состязаниям в помещениях, а также завоевал бронзовую медаль Игр исламской солидарности.
На чемпионате мира 2018 года завоевал серебряную медаль.
Окончил юридический факультет Дагестанского государственного университета.